# Drei-Zeiten-Methode
Die Drei-Zeiten-Methode, auch 3-Punkt-Schätzung oder PERT-Schätzung genannt, ist eine Methode zur Schätzung von Zeit oder Aufwand im Projektmanagement. Sie erweitert die Zwei-Zeiten-Methode durch eine zusätzliche Gewichtung der Schätzung von Best-Case, Likely-Case und Worst-Case.

## Gewichtete 3-Punkt-Schätzung
Die Anwendung der gewichteten 3-Punkt-Schätzung ist dann sinnvoll, wenn davon auszugehen ist, dass die tatsächliche Zeit näher an der minimalen oder der maximalen Schätzung liegen wird.
Die Ursachen hierfür können zum Beispiel sein:
- Das Projekt ist extrem risikobehaftet, sodass das Eintreten des Best-Case nur sehr unwahrscheinlich ist.
- Der schätzende Mitarbeiter ist erfahrungsgemäß sehr pessimistisch oder optimistisch.

In diesen Fällen empfiehlt sich die zusätzliche Schätzung des wahrscheinlichsten Falles (Likely-Case) zusätzlich zur Minimalschätzung (Best-Case) und Maximalschätzung (Worst-Case). Der Planwert kann über die Formel
{\displaystyle {\frac {{\text{BestCase}}+4\times {\text{LikelyCase}}+{\text{WorstCase}}}{6}}}
errechnet werden. Der wahrscheinliche Fall erhält auf diese Weise eine starke Gewichtung. Auch bei dieser Methode ist es jedoch unabdingbar, dass der Projektleiter die Schätzungen regelmäßig aktualisiert, da die Unsicherheit im Projektverlauf sinkt (s. Cone of Uncertainty).

### Kritik
Die gewichtete 3-Punkt-Schätzung gilt nur bei einer symmetrischen Wahrscheinlichkeitsfunktion und gibt keine Auskunft über die zu erwartende absolute Eintreffwahrscheinlichkeit der Schätzung. Beide Nachteile werden durch die explizite 3-Punkt-Schätzung mit absoluter Wahrscheinlichkeit beseitigt.

## Explizite 3-Punkt-Schätzung mit absoluter Wahrscheinlichkeit

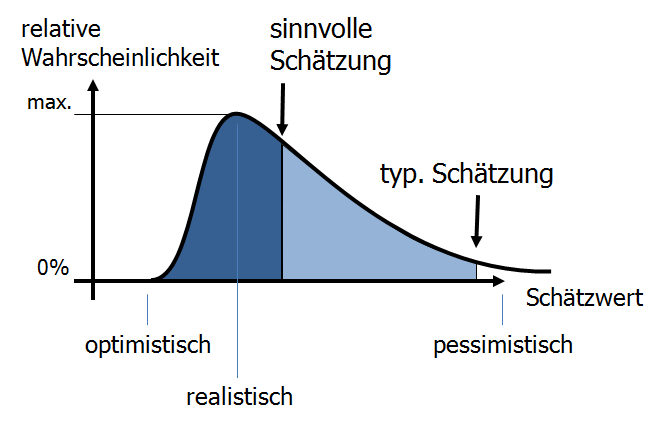
Typische Wahrscheinlichkeitsfunktion einer Schätzung als Basis für die explizite 3-Punkt-Schätzung

Tom DeMarco hat in seinem Buch Bärentango zum ersten Mal aufgezeigt, dass Schätzungen einer asymmetrischen Wahrscheinlichkeitsfunktion unterliegen. Das heißt, dass die Wahrscheinlichkeit, dass pessimistische Werte auftreten, deutlich höher ist als bei optimistischen Werten. Gleichzeitig hat Tom DeMarco die Idee aufgebracht, dass die absolute Wahrscheinlichkeit sich durch die Integration der Fläche unter der Kurve berechnen lässt.
Wenn man die Wahrscheinlichkeitsfunktion durch einfache Geraden annähert, lässt sich die absolute Wahrscheinlichkeit zu einer gegebenen Schätzung oder die Schätzung zu einer definierten Wahrscheinlichkeit einfach berechnen. Wenn mehrere Arbeitspakete voneinander abhängig sind, kann die resultierende Wahrscheinlichkeitsfunktion mit dem Faltungsoperator berechnet werden. Für beides sind Makros oder Programme im Internet zu finden.